# Freneuse (Yvelines)
Freneuse ist eine französische Gemeinde mit 4299 Einwohnern (Stand 1. Januar 2022) im Département Yvelines in der Region Île-de-France. Sie gehört zum Arrondissement Mantes-la-Jolie und zum Kanton Bonnières-sur-Seine.